# Nucras
Nucras – rodzaj jaszczurek z rodziny jaszczurkowatych (Lacertidae).

## Zasięg występowania
Rodzaj obejmuje gatunki występujące w Afryce Subsaharyjskiej.

## Systematyka

### Etymologia
Nucras: J.E. Gray nie wyjaśnił etymologii nazwy rodzajowej.

### Podział systematyczny
Do rodzaju należą następujące gatunki: 
- Nucras aurantiaca Bauer, Childers, Broeckhoven & Mouton, 2019[4]
- Nucras boulengeri Neumann, 1900
- Nucras broadleyi Branch, Conradie, Vaz-Pinto & Tolley, 2019
- Nucras caesicaudata Broadley, 1972
- Nucras damarana Parker, 1936
- Nucras holubi (Steindachner, 1882)
- Nucras intertexta (Smith, 1838)
- Nucras lalandii (Milne-Edwards, 1829)
- Nucras livida (Smith, 1838)
- Nucras margaritae Bauer, Childers & Burger, 2025
- Nucras ornata (Gray, 1864)
- Nucras scalaris Laurent, 1964
- Nucras taeniolata (Smith, 1838)
- Nucras tessellata (Smith, 1838)